# Bahrām Jerd
Bahrām Jerd (persiska: بهرام جرد) är en ort i Iran.   Den ligger i provinsen Kerman, i den sydöstra delen av landet, 800 km sydost om huvudstaden Teheran. Bahrām Jerd ligger 2 098 meter över havet och antalet invånare är 219.
Terrängen runt Bahrām Jerd är platt åt sydväst, men åt nordost är den kuperad. Runt Bahrām Jerd är det glesbefolkat, med 12 invånare per kvadratkilometer. Närmaste större samhälle är Negār, 15,4 km väster om Bahrām Jerd. Trakten runt Bahrām Jerd är ofruktbar med lite eller ingen växtlighet.